# Харталізм
Харталізм (від лат. Charta, англ. Chartalism) — це монетарна теорія грошей, яка стверджує, що гроші виникли завдяки спробам держави взяти під контроль економічну діяльність, а не як спосіб стихійного вирішення проблем з бартером чи як засіб для токенізації боргу. Отже, це монетарна теорія, яка підкреслює вплив державної політики та діяльності на вартість грошей і визначає гроші як розрахункову одиницю. Саме тому держава приймає їх для оплати за податковими зобов'язаннями. Харталізм визначає, що гроші не мають внутрішньої вартості, проте уряди визнають їх цінність.

## Передумови
Георг Фрідріх Кнапп, німецький економіст, запровадив термін «харталізм» у своїй «Державній теорії грошей» (англ. The State Theory of Money), яка була опублікована німецькою мовою в 1905 році та перекладена англійською мовою в 1924 році. Назва походить від латинського ''charta'', у значенні жетона або квитка. Кнапп стверджував, що «гроші — це істота закону», а не товар. Кнапп протиставив свою державну теорію грошей «металізму», втіленому на той час у золотому стандарті, де вартість одиниці валюти залежала від кількості дорогоцінного металу, який вона містила, або на який можна було обміняти. Він стверджував, що держава може створити чисто паперові гроші та зробити їх обмінними, визнавши їх законним платіжним засобом, з критерієм грошей держави, який «приймається в державних касах».
Константина Кацарі стверджувала, що принципи як металізму, так і харталізму були відображені в грошовій системі, запровадженій імператором Августом, яка використовувалась у східних провінціях Римської імперії, від початку I і аж до кінця III століття нашої ери.
Коли Кнапп писав, превалювала думка про гроші, що вони перетворились із бартерних систем на засіб обміну, оскільки представляли собою довговічний товар, який мав певну корисну вартість. Однак, як зазначали сучасні економісти-харталісти, такі як Рендал Рей та Метью Форстатер, чарталістські уявлення про оподатковувані паперові гроші можна знайти в попередніх працях багатьох класичних економістів наприклад, Адама Сміта, який спостерігав в Багатстві народів:
|                                                              | Князь, який повинен постановити, що певна частина його податків повинна сплачуватися паперовими грошима певного виду, може, таким чином, надати певну вартість цим паперовим грошам; навіть незважаючи на те, що термін остаточного звільнення та викупу повинен повністю залежати від волі князя |
| — Адам Сміт, Дослідження природи та причин багатства народів | |

Форстатер також знаходить підтримку концепції оподатковуваних грошей за певних інституційних умов у роботах Жана-Батіста Сая, Дж. С. Мілля, Карла Маркса та Вільяма Стенлі Джевонса.
Альфред Мітчелл-Іннес ще в 1914 р. стверджував, що гроші існують не як засіб обміну, а як стандарт відстрочки платежу, при цьому державні гроші — це борг, який уряд може повернути шляхом оподаткування. Іннес стверджував:
|                                                                              | Щоразу, коли вводиться податок, кожен платник податків несе відповідальність за погашення невеликої частини боргу, отриманого урядом шляхом випуску грошей, чи то монет, сертифікатів, купюр, тратт в казначействі, не залежно від того, які ці гроші називаються. Він повинен отримати свою частину боргу у якогось власника монети або сертифіката чи іншої форми державних грошей, і подати їх Казначейству для ліквідації свого юридичного боргу. Він повинен погасити або анулювати цю частину боргу ... Погашення державного боргу шляхом оподаткування є основним законом карбування монет і будь-якої емісії державних «грошей» в будь-якій формі. |
| — - Альфред Мітчелл-Іннес, Кредитна теорія грошей, Журнал банківського права | |

Джон Мейнард Кейнс посилався на Кнаппа та «Харталізм» на початкових сторінках свого Трактату про гроші і, схоже, вплинув на кейнсіанські ідеї щодо ролі держави в економіці. До 1947 року, коли Абба Лернер написав свою статтю «Гроші як витвір держави», економісти в основному відмовилися від думки, що цінність грошей тісно пов'язана із золотом. Лернер стверджував, що відповідальність за уникнення інфляції та депресій покладається на державу через її здатність створювати або оподатковувати гроші.

## Сучасні прихильники
Економісти Уоррен Мослер, Рендал Рей, Стефані Келтон і Білл Мітчелл значною мірою відповідають за відродження харталізму як пояснення створення грошей; Рей називає це відроджене формулювання неохарталізмом.
Мітчелл, засновник центру Повної зайнятості та справедливості при університеті Ньюкасла в Австралії, ввів термін Сучасна монетарна теорія для опису сучасного неохарталізму, і цей термін зараз широко використовується. Скотт Фулвілер додав детальний технічний аналіз банківської та грошової систем. Книга Роджера Малкольма Мітчелла «Легкі гроші» описує посотю мовою суть харталізму.
Деякі сучасні прихильники, такі як Рей, розміщують харталізм у пост-кейнсіанській економіці, тоді як харталізм пропонується як альтернатива або додаткова теорія до теорії грошових схем. В іншому розумінні харталізм пояснює «вертикальні» (урядові-приватні та навпаки) взаємодії, тоді як теорія ланцюгів є моделлю «горизонтальних» (приватно-приватних) взаємодій.
Гайман Мінський включив харталістський підхід до створення грошей у свою роботу «Стабілізація нестабільної економіки» тоді як Базіл Мур у своїй книзі «Горизонталісти та вертикалісти» окреслює відмінності між банківськими та державними грошима.
Джеймс К. Галбрейт підтримує харталізм і написав передмову до книги Мослера «Сім смертельно невинних шахрайств економічної політики» в 2010 році.

## Критика
Продовження використання сомалійського шилінгу як валюти, незважаючи на відсутність функціонуючого центрального уряду, здатного підвищувати податки, або центрального банку для його випуску було вказано як контраргумент харталізму. Біткойн — криптовалюта, що не походить від держави, також є свого роду контраприкладом.